# سید علی‌اصغر حسینی
سید علی اصغر حسینی(زاده ۱۳۱۸ – درگذشته ۲۱ آبان ۱۴۰۱)، امام جمعهٔ سابق شهر یاسوج بود.

## زندگی نامه
او  در سال ۱۳۱۸ در روستای طولیان از توابع بخش مرکزی شهرستان کهگیلویه (دهدشت) در خانواده ی مذهبی به دنیا آمد و نسب او از طرف پدر به امامزاده آقا میر   فرزند سید جمال الدین از نوادگان پیشوای چهارم شیعیان و از طرف مادر به سادات رضاتوفیقی از نوادگان امامزاده سیدمحمود رضاتوفیق می‌باشد.میرمحمدلطیف رضاتوفیقی که از مجتهدین قرن سیزدهم و چهاردهم هجری قمری بود شوهر عمه اوست. نیای پدری او از دوره صفویه تا رضاشاه کلانترهای دهدشت بودند.

## تحصیلات
وی در سن ۶ سالگی به مکتب خانه سیار محلی رفت و از سیدی به نام میر مصطفی خواندن و نوشتن و قرائت قرآن را فراگرفت. سپس به بهبهان سفر کرد و در حوزه علمیه امامزاده ابراهیم که تحت تولیت محمد حسن مجتهدی معروف به شیخ آقا بزرگ مجتهدی بهبهانی بود به تحصیل دروس حوزوی مشغول شد. بعد از آن به اهواز سفر کرد و در مدرسه انصاری و دارالعلم سیدعلی بهبهانی ادامه تحصیل داد و از شیخ ابوالحسن انصاری و سید علی بهبهانی منطق و ادبیات تلمذ کرد و بعد از مدتی رهسپار شیراز شد و در مدرسه آقا باباخان از شیخ محمد علی موحد سید محمد باقر آیت اللهی (معروف به حاجی عالم)، شیخ محمود شریعت زرقانی و سید حسین آیت اللهی و در مدرسه منصوریه از شیخ ابوالحسن حدائق ، فقه، اصول، منطق و فلسفه را آموخت و در درس خارج فقه و اصول شیخ بهاءالدین محلاتی ، شیخ مجدالدین محلاتی و سید کرامت الله ملک حسینی شرکت کرد و به درجه اجتهاد نائل گردید.

## سوابق
- استاد حوزه های علمیه شیراز
- استاد دانشگاه یاسوج
- انتصاب او به امام جمعه یاسوج[۱۵]

## اساتید[۱۶]
1. سید علی بهبهانی
2. شیخ ابوالحسن حدائق
3. شیخ بهاءالدین محلاتی
4. سید محمدباقر آیت اللهی
5. سید کرامت الله ملک حسینی
6. شیخ ابوالحسن انصاری
7. شیخ مجدالدین محلاتی
8. سید حسین آیت اللهی
9. محمود شریعت زرقانی

## شاگردان[۱۷]
او بیش از ۴۰ سال در حوزه های علمیه شیراز خصوصاً در مدرسه علمیه خان، مشغول به تحصیل به علم منقول و معقول در سطح عالی بود و شاگردان زیادی از شهرهای استان فارس و استان های همجوار مانند استان کهگیلویه و بویراحمد، بوشهر و خوزستان از او بهره برده اند که برخی از آنها عبارتند :
1. سید شرف الدین ملک حسینی
2. سید علی محمد بزرگواری
3. شیخ مصطفی زمانی
4. شیخ قادر حیدری فسائی
5. شیخ ابوطالب عابدی جهرمی
6. شیخ ماندنی احمدی گناوه ای
7. سید عبدالرسول اردکانی
8. سید یحیی تقوی
9. شیخ خدامراد راجی ابرقویی
10. شیخ یوسف سلمان زاده برازجانی

## درگذشت
سید علی اصغر حسینی در تاریخ ۲۱ آبان ۱۴۰۱ هجری شمسی درگذشت و در جوار‌ جدش‌ امامزاده آقامیر به خاک سپرده شد.